# Echinopla crenulata
Echinopla crenulata är en myrart som beskrevs av Horace Donisthorpe 1941. Echinopla crenulata ingår i släktet Echinopla och familjen myror. Inga underarter finns listade i Catalogue of Life.